# Војна историја Кине
Војна историја Кине обухвата период од формирања првих држава у бронзано доба (крајем 3. миленијума пре н.е) до данас.

## Преисторија
Први трагови човека у Кини потичу из палеолита (лат. Sinanthropus pekinensis). Цивилизација неолита била је развијена, али није била изнад осталих цивилизација тога времена. Историја Кине до 2. миленијума п. н. е. обавијена је маглом легенди, које често демантују археолошки налази, али су и они недовољни за јаснију реконструкцију историјског развоја у овом периоду.
Са нешто више сигурности може се потврдити предање о династији Шија (енгл. Hsia), чија је власт крајем 3. и у првој половини 2. миленијума п. н. е. обухватала јужни део провинције Шан-Ши.

## Династија Шанг (1500—1050. п. н. е.)
Око 1500. стаје се на сигурније историјско тле, захваљујући значајним археолошким открићима, нарочито у рејону данашњег Ан-Јанга у провинцији Хо-Нан. У том периоду владала је династија Јин или Шанг. Држава те династије, најпре ограничена на територију средњег тока реке Хоангхо, постепено се ширила, потчињавајући и асимилујући околна племена нижег развоја, тако да крајем 2. миленијума обухвата највећи део Велике кинеске равнице, на југу омеђен северним границама данашњих провинција Џанг-Шија и Ху-Нана, а на западу источним границама Сичуана.
Друштвено уређење било је у прелазној етапи, од првобитне заједнице у робовласничко уређење. Земљопоседничка аристократија господарила је масама земљорадника из својих утврђених градова (замкова). Могу се идентификовати и робови, најчешће ратни заробљеници. Робови се користе у сточарству, лову, а вероватно у земљорадњи и стајаћем делу војске. Власт краља (ван), који је на челу хијерархије, ограничена је саветима аристократа.

### Војна организација
За династије Шанг постојала је стајаћа војска краља и њему подређених старешина области. У доба мира она је чувала унутрашњи ред и одговарала за личну безбедност краља и високе аристократије. Главну војну снагу државе чинила је пешадија састављена од сељака дизаних на оружје за време рата.

### Бронза
Бронза, која се пре династије Шанг ретко користи, сада је широко у употреби, што повећава разноликост и квалитет оружја. Војска је наоружана копљем, секиром, ножем, луком и стрелом.

### Лук и стрела
Лук и стрела су главно оружје. Они имају велики значај у друштвеном животу уопште. Законик из времена династије Шанг, поред одредаба о браку, посетама и посмртним обредима, детаљно се бави утакмицама у гађању стрелом, које су се изводиле најчешће у време народних празника, а биле су укључене и у програме дворских церемонија. Резултати гађања стрелом били су одлучујући чинилац при избору ратника за старешинске дужности.
Сачуване су разне врсте лукова и стрела из периода династије Шанг: врло једноставни, вероватно за обичне војнике, и вешто израђени и украшени, за краља и аристократију. У основи, кинески лук је био врло велики и врло рано се развио у самострел.

### Бојне двоколице
Поред лука, коњ је био основни елемент ратовања. Јављају се бојне двоколице, које претходе коњици. Двоколице су лаке и имају дрвене точкове. Најчешће су двопрежне, мада их има и са 4 коња. На њима су два војника, вероватно борац и возач. Највероватније да се аристократија борила на колима, а остали пешке.

## Династија Чоу (1050—221. п. н. е.)
У последњен веку 2. миленијума п. н. е. династију Шанг слабе устанци вазалних племена и сељака. Јако ратничко племе Чоу из долине реке Веј Хо, прелази око 1050. п. н. е. Хоангхо под својим вођом Ву Вангом на челу савеза побуњених племена. У провинцији Хо-Нан туче последњег краља династије Шанг и успева да загосподари његовом територијом. Тиме почиње владавина династије Чоу.
Сачувани писани извори разбијају маглу кинеских предања и омогућавају да се са династијом Чоу, а нарочито од 9. века п. н. е, уђе у историјско доба Кине и да се са довољно сигурности реконструише њена војна и политичка историја. Владавина династије Чоу дели се, обично, временски на Западни Чоу (1050-720. п. н. е.) и Источни Чоу (720-221.п.н.е).

### Западни Чоу (1050—720. п. н. е.)
Западни Чоу задржао је своју стару престоницу у Шансију, али је врло брзо проширио територију под својом доминацијом. Далеко се разливши ван граница претходне династије, пренео је утицај кинеске цивилизације на север до Манџурије, а на југ до северних граница провинције Квантунг. Касније, ослабљен унутрашњим борбама, Западни Чоу није могао да издржи снажан притисак номадских племена са севера. Престоница династије Чоу премешта се око 720. п. н. е. у Лојанг (сз. део провинције Хо-Нан).

### Источни Чоу (720—221.п.н.е).
После пада Западног Чоуа, власт краљева те династије постаје номинална. Кина је подељена на око 20 кнежевина и краљевина. Период Источног Чоуа је непрекидна борба њихових династа.

#### Ратујуће краљевине
Потчинивши остале, крајем 5. и почетком 4. века п. н. е. формирају се три државе, познате у историји као ратујуће краљевине: Ћи (Qi), Чу (Chu) и Ћин (Qin). Њихова међусобна борба испуниће последња два века владавине династије Чоу.

### Војна организација
Западни Чоу је у основи био робовласничка држава. Касније, а нарочито у доба ратујућих краљевина, већ се формира феудално друштвено уређење. Не може се тачно одредити прелаз из једног у друго друштвено уређење, јер су међусобно испреплетени кроз читаву владавину династије Чоу, која, у основи представља источну деспотију (по речима Фридриха Енгелса), с јасно израженом централизацијом власти у рукама краљева-деспота, најпре (до 720. п. н. е.) на читавој територији кинеске државе, а касније унутар појединих краљевина и кнежевина.
Организација војске династије Чоу, њено наоружање и борбени поступци остали су, у основи, у оквирима претходне династије, само су усавршени. И даље је главни извор војне снаге село, али се сада тачно одређује колико ће која општина дати ратника. Војска је организована по петорном систему. Највећа јединица је одред (cin) јачине око 12.500 људи; састоји се из пет шија. Најмања јединица је одељење (u) од 5 војника. Из неких извора се закључује да се читава војска постројава за борбу у облику великог квадрата, а да су се одреди унутар квадрата постројавали у каре. Све је већи значај бојних двоколица, које чине ударну снагу војске. Однос пешака и бојних двоколица мења се у корист кола. Једном приликом на 100.000 људи било је 10.000 двоколица: бројке се могу узети с резервом, али се добија однос између људи и кола. Двоколице су обично четворопрежне и са 3 војника.

### Гвожђе
Значајан напредак у изради оружја омогућен је обрадом гвоздене руде. Први предмети израђени од гвожђа у Кини потичу из друге половине 6. века п. н. е. Челик се појављује крајем наредног века. Врсту и својства оружја намеће борба са бојним двоколицама и против њих. Израђују се копља, секире са дугом дршком, дуги мачеви. Лук и стрела се усавршавају.

### Утврђења
У доба династије Чоу знатно се развило утврђивање, као последица дугих међусобних ратова, а и непрекидних насртаја ратничких номадских народа централне и североисточне Азије на богате кинеске области. Поред утврђивања градова, грађене су и дуге утврђене линије. Најпознатија од њих је Кинески зид, који је почео да се гради за време династије Чоу. Има података и о коришћењу пољске фортификације. Утврђени градови наметнули су примену опсадне технике, нарочито покретних мостова и бацачких справа.